# Sara Gama

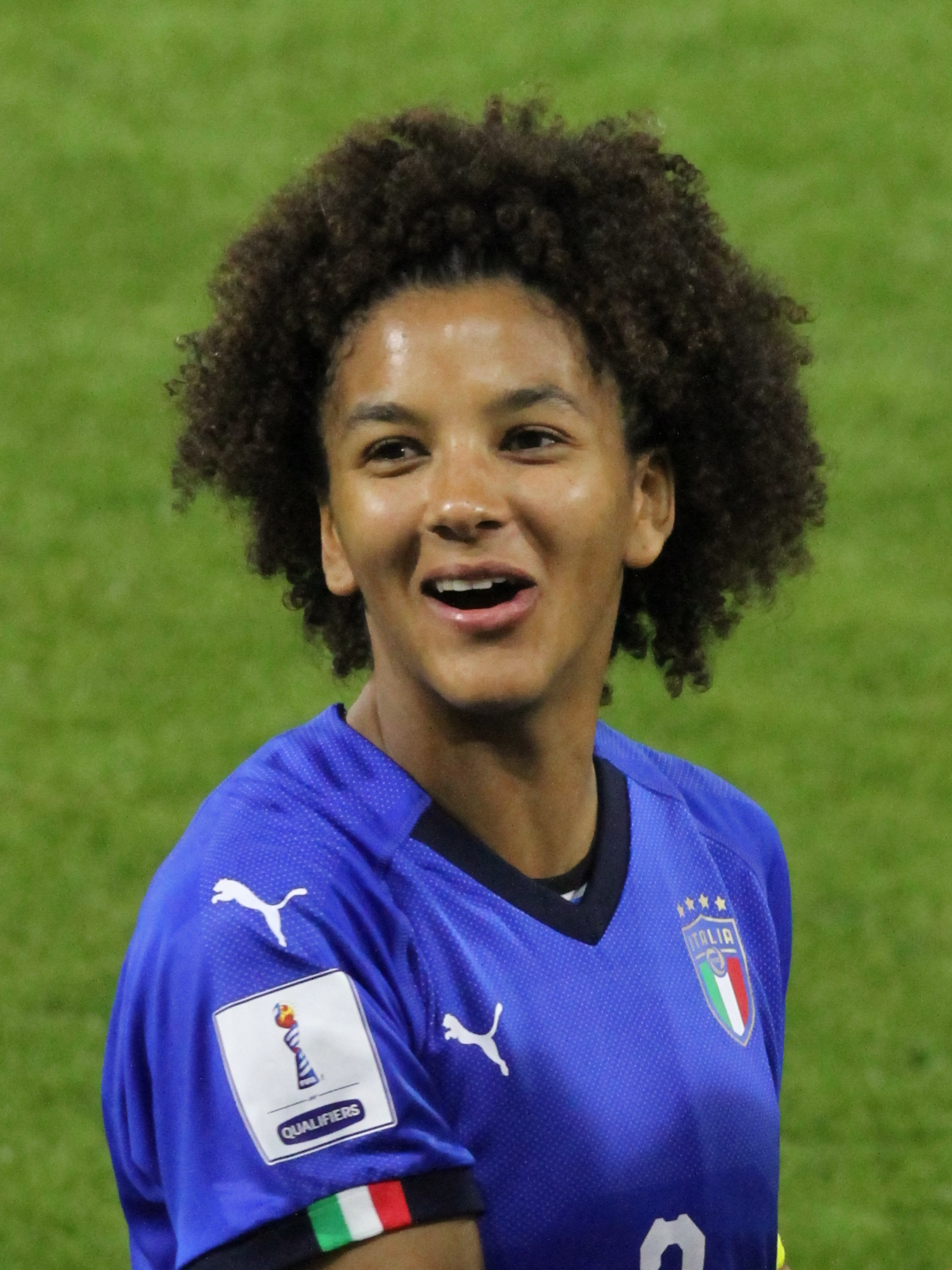
Sara Gama (2018)

Sara Gama (* 27. März 1989 in Triest) ist eine italienische Fußballspielerin, die seit 2017 als Verteidigerin bei Juventus Turin spielt.

## Nationalmannschaft
In der italienischen Nationalmannschaft debütierte sie am 17. Juni 2006 im Spiel gegen Ungarn. Bei der Europameisterschaft 2009 in Finnland erreichte sie mit ihrem Team das Viertelfinale.

## Erfolge
- U19-Europameisterin: 2008
- Italienische Meisterin: 2015/16, 2017/18, 2018/19, 2019/20, 2020/21, 2021/22
- Italienische Pokalsiegerin: 2015/16, 2018/19, 2021/22, 2022/23
- Italienische Supercupsiegerin: 2015, 2016, 2019, 2020, 2021
- Team des Jahres der Serie A: 2019